# ليك ماري
ليك ماري (بالإنجليزية: Lake Mary)‏ هي مدينة أمريكية تقع في ولاية فلوريدا. تبلغ مساحة هذه المدينة 25 (كم²)،ويبلغ عدد سكانها 15230 نسمة حسب إحصاء سنة 2010 م 15230.تشير إحصاءات سنة 2000م بأن الكثافة السكانية في هذه المدينة تقدر بـ(513.8) نسمة/كم2 